# Edward Lessing
Edward Louwis Lessing (ur. 13 grudnia 2000) – południowoafrykański zapaśnik walczący w stylu wolnym. Zajął piąte miejsce na igrzyskach wspólnoty narodów w 2022. Brązowy medalista mistrzostw Afryki w 2022 i 2023; piąty w 2020. Trzeci na mistrzostwach Afryki juniorów w 2018 roku.